# Foncine-le-Haut
Foncine-le-Haut és un municipi francès situat al departament del Jura i a la regió de Borgonya - Franc Comtat. L'any 2007 tenia 1.024 habitants.

## Demografia

### Població
El 2007 la població de fet de Foncine-le-Haut era de 1.024 persones. Hi havia 436 famílies de les quals 144 eren unipersonals (84 homes vivint sols i 60 dones vivint soles), 116 parelles sense fills, 136 parelles amb fills i 40 famílies monoparentals amb fills.
La població ha evolucionat segons el següent gràfic:
Habitants censats

### Habitatges
El 2007 hi havia 643 habitatges, 437 eren l'habitatge principal de la família, 193 eren segones residències i 13 estaven desocupats. 425 eren cases i 213 eren apartaments. Dels 437 habitatges principals, 294 estaven ocupats pels seus propietaris, 124 estaven llogats i ocupats pels llogaters i 19 estaven cedits a títol gratuït; 7 tenien una cambra, 35 en tenien dues, 76 en tenien tres, 111 en tenien quatre i 208 en tenien cinc o més. 311 habitatges disposaven pel capbaix d'una plaça de pàrquing. A 215 habitatges hi havia un automòbil i a 180 n'hi havia dos o més.

### Piràmide de població
La piràmide de població per edats i sexe el 2009 era:
| Homes | Edats   | Dones |
| ----- | ------- | ----- |
| 0     | 95 o +  | 0     |
| 4     | 90 a 94 | 0     |
| 0     | 85 a 89 | 8     |
| 4     | 80 a 84 | 8     |
| 16    | 75 a 79 | 24    |
| 16    | 70 a 74 | 20    |
| 40    | 65 a 69 | 20    |
| 12    | 60 a 64 | 20    |
| 24    | 55 a 59 | 28    |
| 16    | 50 a 54 | 16    |
| 24    | 45 a 49 | 28    |
| 28    | 40 a 44 | 28    |
| 52    | 35 a 39 | 24    |
| 52    | 30 a 34 | 60    |
| 24    | 25 a 29 | 32    |
| 16    | 20 a 24 | 24    |
| 36    | 15 a 19 | 28    |
| 44    | 10 a 14 | 8     |
| 40    | 5 a 9   | 36    |
| 44    | 0 a 4   | 36    |

## Economia
El 2007 la població en edat de treballar era de 623 persones, 478 eren actives i 145 eren inactives. De les 478 persones actives 454 estaven ocupades (239 homes i 215 dones) i 24 estaven aturades (9 homes i 15 dones). De les 145 persones inactives 46 estaven jubilades, 58 estaven estudiant i 41 estaven classificades com a «altres inactius».

### Ingressos
El 2009 a Foncine-le-Haut hi havia 410 unitats fiscals que integraven 988,5 persones, la mediana anual d'ingressos fiscals per persona era de 18.907 €.

### Activitats econòmiques
Dels 55 establiments que hi havia el 2007, 1 era d'una empresa extractiva, 1 d'una empresa alimentària, 1 d'una empresa de fabricació de material elèctric, 5 d'empreses de fabricació d'altres productes industrials, 7 d'empreses de construcció, 7 d'empreses de comerç i reparació d'automòbils, 4 d'empreses de transport, 7 d'empreses d'hostatgeria i restauració, 1 d'una empresa d'informació i comunicació, 5 d'empreses financeres, 4 d'empreses immobiliàries, 1 d'una empresa de serveis, 8 d'entitats de l'administració pública i 3 d'empreses classificades com a «altres activitats de serveis».
Dels 14 establiments de servei als particulars que hi havia el 2009, 1 era una gendarmeria, 1 oficina de correu, 2 oficines bancàries, 2 tallers de reparació d'automòbils i de material agrícola, 2 fusteries, 2 electricistes, 1 empresa de construcció, 1 perruqueria i 2 restaurants.
Dels 4 establiments comercials que hi havia el 2009, 1 era una gran superfície de material de bricolatge, 1 una botiga de menys de 120 m², 1 una fleca i 1 una joieria.
L'any 2000 a Foncine-le-Haut hi havia 15 explotacions agrícoles.

## Equipaments sanitaris i escolars
El 2009 hi havia 1 escola maternal i 1 escola elemental.

## Poblacions més properes
El següent diagrama mostra les poblacions més properes.